# Super Mario Bros. Crossover
Super Mario Bros. Crossover é um crossover do jogo de plataforma Super Mario Bros. feito por um fã, em Flash Player. O jogo foi lançado no Newgrounds em 27 de abril de 2010 pela Exploding Rabbit. É baseado principalmente na jogabilidade do Super Mario Bros. para o Nintendo Entertainment System. A diferença principal é a habilidade de controlar personagens que estrearam em outros jogos do Nintendo Entertainment System, sem relação com a série Mario. Outra diferença é a capacidade de usar "skins" em níveis e personagens de outros jogos e plataformas. A versão mais recente disponível (3.1.21) foi lançada em 27 de dezembro de 2013.

## Jogabilidade
O jogo é baseado em Flash Player para navegadores, sendo que os gráficos e a jogabilidade são similares ao jogo lançado para o console. Cada um dos oito mundos do jogo dispõe de quatro níveis e em três dos níveis é necessário fazer checkpoints para completar a fase, no nível final o jogador precisa resgatar a Princesa Peach. Os principais inimigos do jogo são os Goomba, Koopa Troopa e Hammer Bro. que barram o jogador para não conseguirem avançar no jogo. Como Mario e Luigi, o jogador pode pular nos inimigos para matá-los, usando conchas do Koopa para acertar o inimigo e ganhar powerups de blocos especiais que servem para aumentar a saúde do personagem, lançando bolas de fogo, ou ficando invencível por um curto período de tempo. Concluindo a fase do jogo o jogador obtém moedas e pontos, para conseguir uma grande pontuação.
O Crossover varia a fórmula do jogo com a escolha de personagens diferentes para o jogo, sendo cada um com as suas próprias habilidades. Estes personagens selecionáveis são:

### Personagens
| Nome          | Habilidade | Jogo de origem                     |
| ------------- | --- | ---------------------------------- |
| Link          | Usa uma espada e um bumerangue para atacar os inimigos. | The Legend of Zelda                |
| Mega Man      | Como no jogo utiliza o canhão em seu braço para derrubar os inimigos, ganhando powerups que aumentam o seu poder de fogo. | Mega Man                           |
| Samus Aran    | Como o Mega Man utiliza-se de um canhão no braço, a outra habilidade é que ele torna-se uma bola e rola sobre os inimigos ou no caminho vai colocando bombas como minas terrestres.                                                                  | Metroid                            |
| Simon Belmont | Tem um chicote e pode lançar nos inimigos um machado. | Castlevania                        |
| Bill Rizer    | Utiliza uma arma para derrubar os inimigos. | Contra                             |
| Ryu Hayabusa  | Utiliza espada e pode lançar as famosas Shuriken (estrelas ninja) além de poder pular e subir em paredes. | Ninja Gaiden                       |
| Sophia o 3º   | É o tanque do jogo Blaster Master, que pode flutuar, agarrar nas paredes e tetos, disparar mísseis teleguiados que possuem um limite sendo necessário a coleta de mais munições dos inimigos derrotados.                                             | Blaster Master                     |
| Luigi         | Pode pular alto mas não corre como o Mario. Ele também é mais escorregadio do que Mario o que torna mais difícil de evitar inimigos e armadilhas. | Super Mario Bros.: The Lost Levels |
| Bass          | Igualmente ao Mega Man mas com diferenças em seu canhão sendo que há a possibilidade de disparar em sete direções diferentes, seu deslizar é mais rápido que o de Mega Man, mas não pode ser executado em lugares pequenos possui também pulo duplo. | Mega Man 10                        |

Na atualização para a versão 2.0, foram adicionados novos estilos aos personagens e uma música nova. Na atualização para a versão 3.0, foram adicionados novas skins para os personagens de renderizações, outra jogabilidade, e novos níveis inspirados na versão limitada Super Mario Bros. Special.

## Desenvolvimento
O jogo foi criado por Jay Pavlina, mas o desenvolvimento principal foi feito por Zach Robinson, Mathew Valente e outros. Demorou um ano e três meses para criar o jogo. Foi escrito em Action Script 3 e feito em Adobe Flash CS5. Após o seu lançamento no Newgrounds, o jogo atingiu o primeiro lugar de mais jogado, sendo que após seis horas de sua postagem, o jogo foi visualizado por 12,000 usuários.